# タイワンヒグラシ
タイワンヒグラシ（台灣騒蝉 学名: Pomponia yayeyamana）はセミの一種。和名にヒグラシとあるが、ヒグラシ属とは別のタイワンヒグラシ属に属す。

## 形態
体長は、オス41-52ミリメートル、メス34-40ミリメートル程度。オスはメスに比べ腹部が長い。体色は全体的に燻んだ緑色や褐色で、胸部には左右対称のオレンジ色の斑点がある。

## 分布
国内では西表島と石垣島に分布。以前まで本種の種小名はlinearisであり、中国、インド、ミャンマー、フィリピン、マレーシアなど、アジア大陸にも広く分布すると考えられていたが、現在は西表島と石垣島と台湾の個体群の種小名をyayeyamanaとし、独立した種と考えられている。

## 特徴
西表島と石垣島においては、6月初旬から11月上旬にかけて鳴き声がきかれる。鳴き声は「ギュー」という音から始まり、その後「ビンビンビン！」という鋭い音を数回繰り返す。鳴き声はかなり大きい。和名にヒグラシとつく通り、本種は夕方に盛んに鳴く。